# آزاد قراقویونلو
آزاد قراقویونلو (به لاتین: Azad Qaraqoyunlu) یک منطقه مسکونی در جمهوری آذربایجان است که در شهرستان ترتر واقع شده است. آزاد قراقویونلو ۲۴۸۷ نفر جمعیت دارد.